# Parque nacional de Dartmoor
Dartmoor es una región de tierra yerma (páramo) situada en el centro de Devon, Inglaterra (Reino Unido). Constituye un parque nacional que comprende unos 953 km².
Es una extensa meseta de granito que data del Carbonífero. Esta meseta está rodeada por un terraplén natural y salpicada por un gran número de colinas graníticas, llamadas tors, que dan cobijo a la flora y fauna locales. El punto más alto es High Willhays (621 m sobre el nivel del mar). Toda la zona es rica en yacimientos arqueológicos.
Dartmoor se halla bajo la supervisión de la Autoridad del parque nacional de Dartmoor (Dartmoor National Park Authority). Ciertas áreas de Dartmoor han sido usadas como campo de prácticas de tiro militares durante más de 200 años. En el resto del parque se permite la entrada al público (regulado por unas normas de acceso). Es un destino turístico popular en Inglaterra.

## Galería

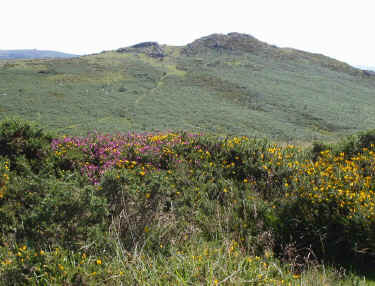
Dartmoor.
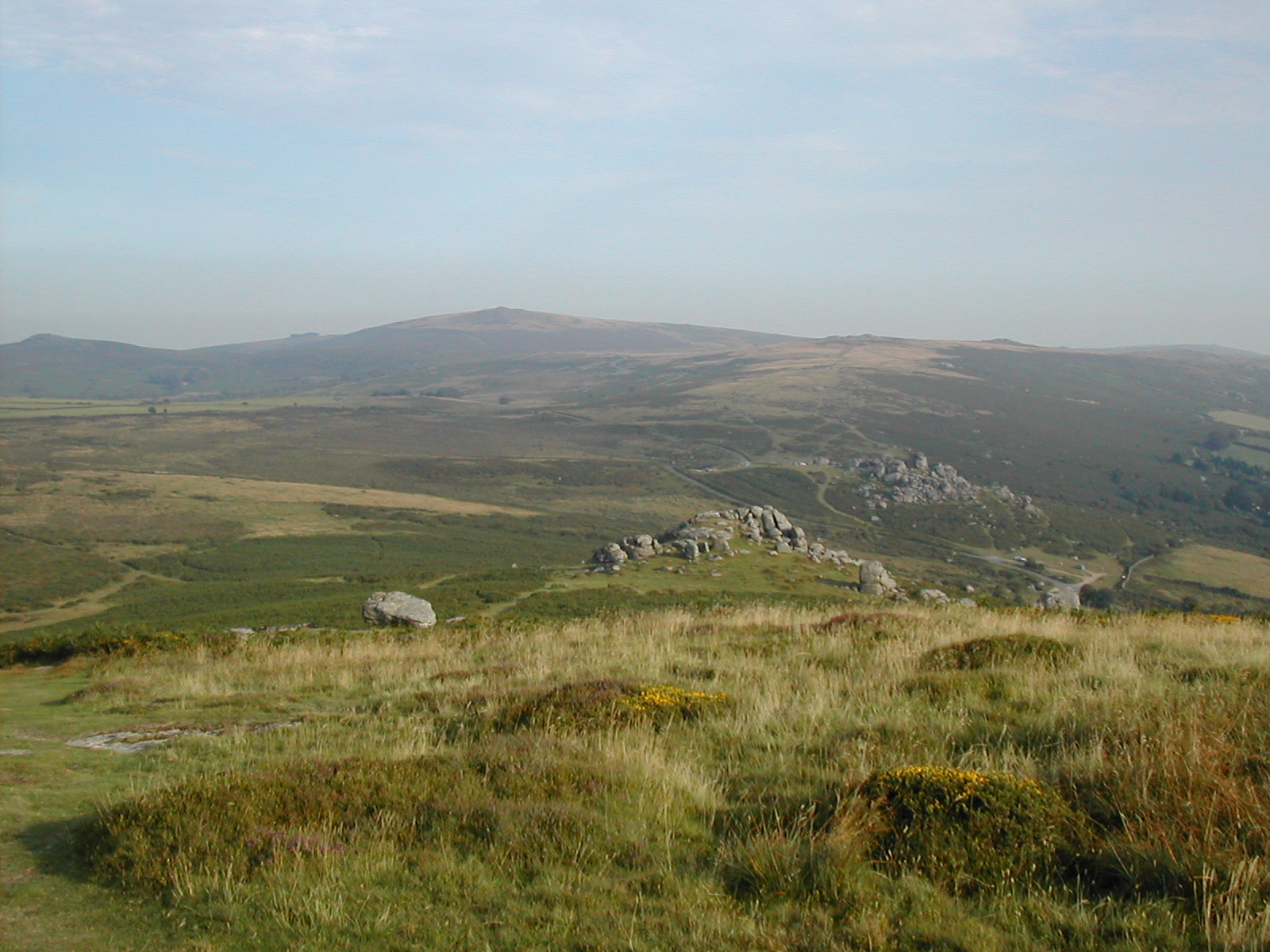
Tores de Dartmoor. Archivo: Kries.
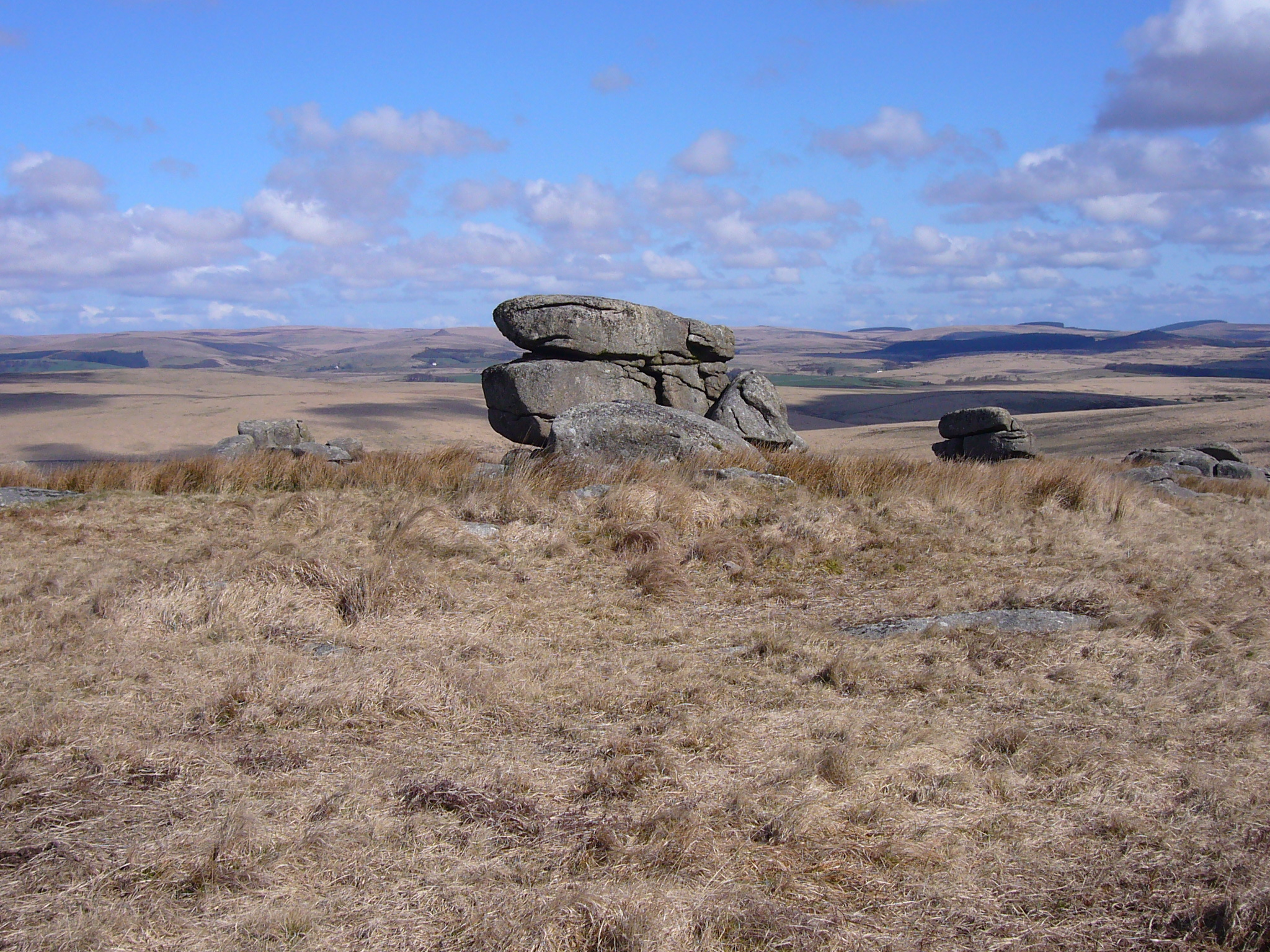
Fox Tor.
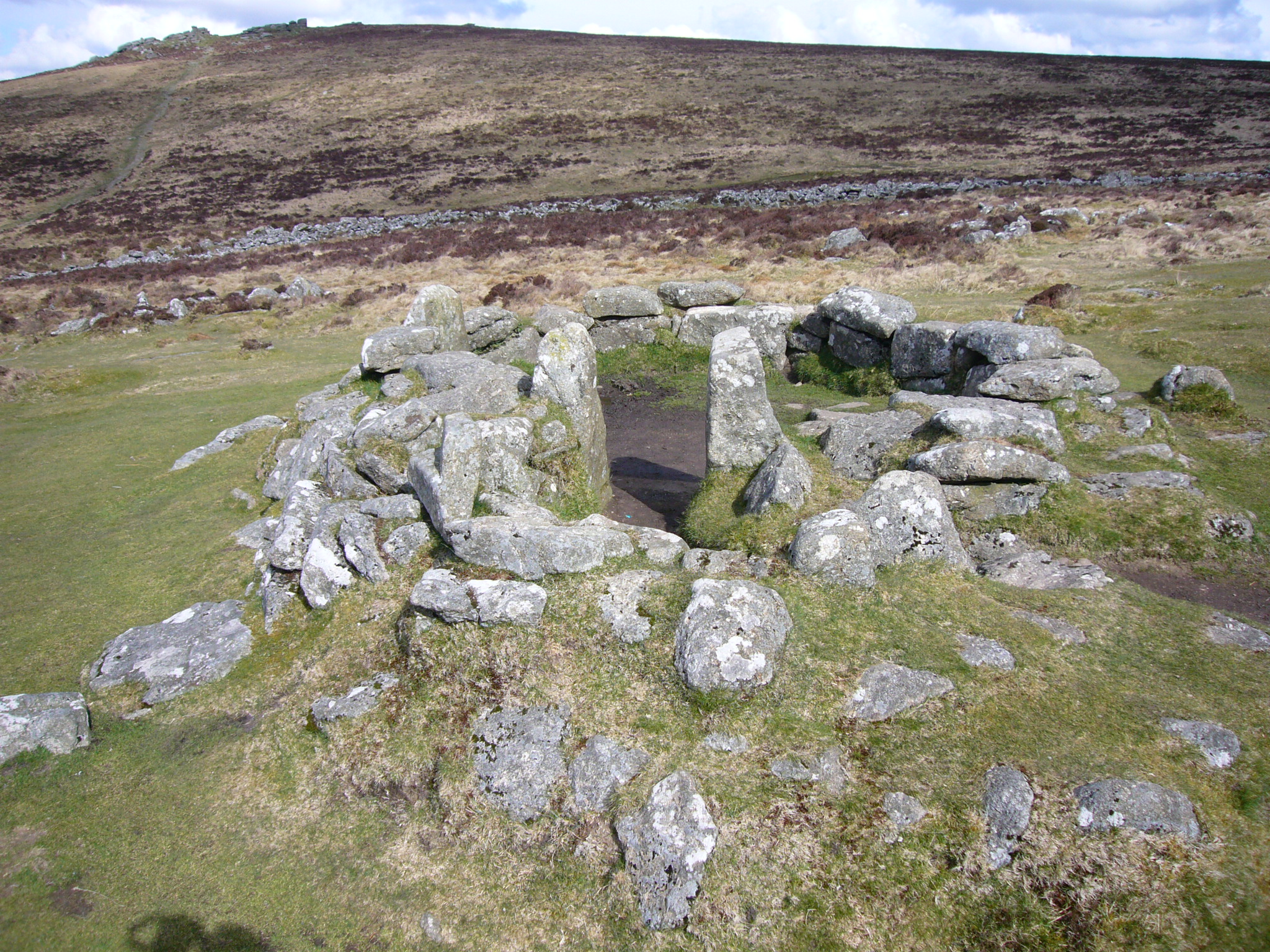
Archivo: Herby.
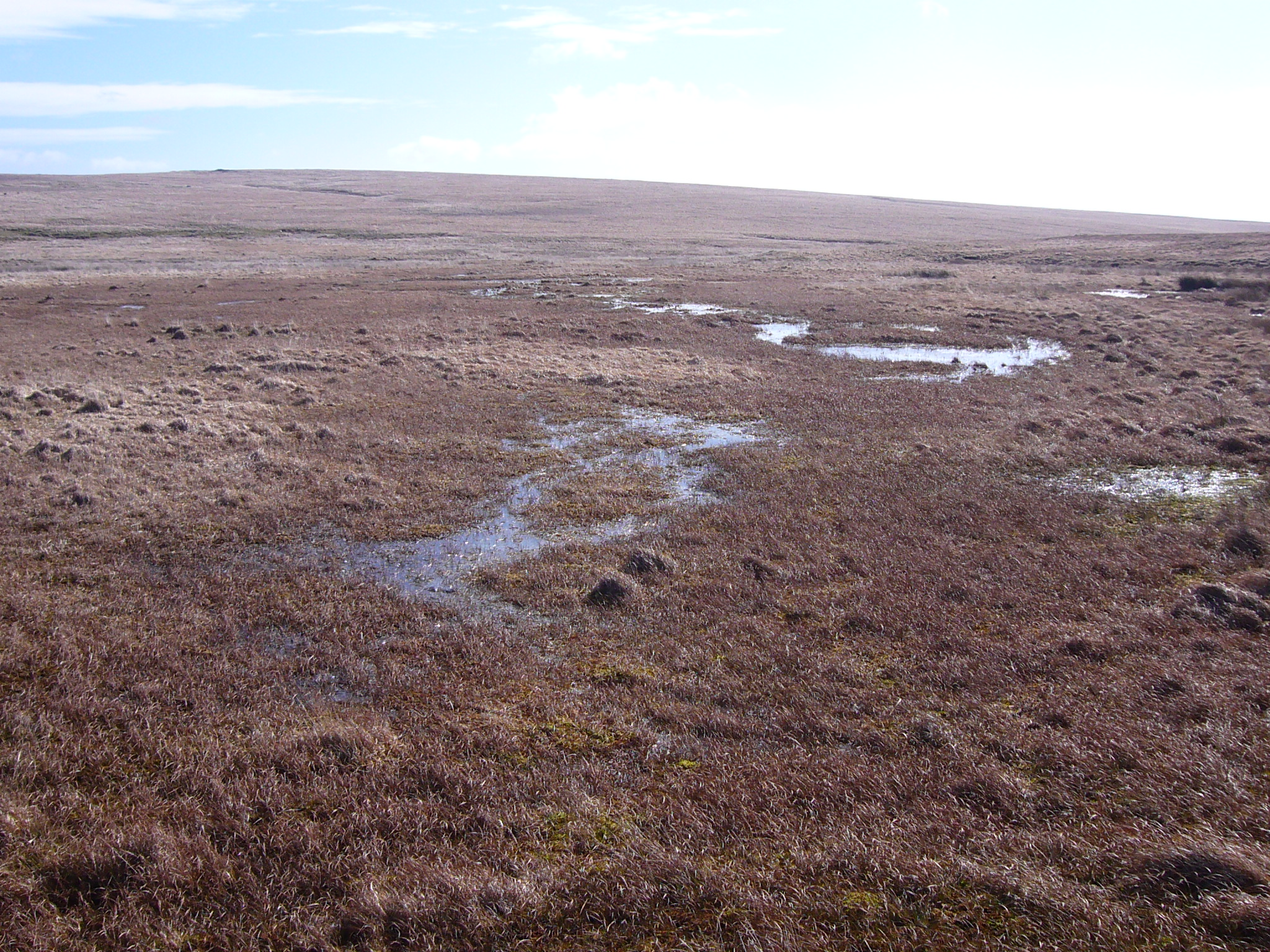
Nacimiento del Río Avon. Archivo: Herby.
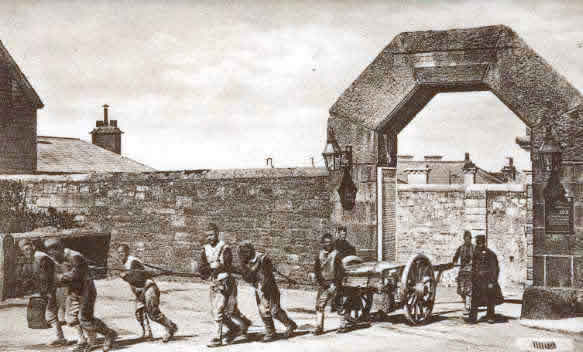
Prisión de Dartmoor. Foto hecha hacia 1900.